# Doña Remedios Trinidad
Doña Remedios Trinidad est une municipalité de la province de Bulacan, aux Philippines.